# Rhodonite
La rhodonite est une espèce minérale du groupe des silicates sous-groupe des inosilicates de la famille des pyroxénoïdes, composée principalement d'oxygène, de manganèse et de silicium. Le manganèse peut être partiellement remplacé par d'autres cations bivalents, comme le fer, le magnésium et le calcium. Sa formule chimique idéale est (Mn2+,Fe2+,Mg,Ca)SiO3 avec des traces de Al et Zn.

## Historique de la description et appellations

### Inventeur et étymologie
La rhodonite fut décrite par le minéralogiste Christoph Friedrich Jasche d'Ilsenhourg en 1819. Son nom vient du grec rhodon, qui signifie « rose ».

### Topotype
Le topotype se trouve à la mine Kaiser Franz Schävenholz (Schebenholz, Schäbenholz), Elbingerode, Wernigerode, Harz, Basse-Saxe, en Allemagne.

### Synonymes
- Basilicate de manganèse
- Bustamite[3],[4], composée d'une agrégation de nodules de structure fibro-lamellaire radiée, d'une couleur gris rougeâtre, trouvée à Real minas de Fetela au Mexique et nommée en l'honneur du naturaliste mexicain Bustamente[3].
- Cummingtonite (Rammelsberg). Attention, il existe bien une espèce de ce nom, la cummingtonite, décrite par Dewey en 1824 et reconnue par l'IMA[5].
- Hermannite (Kenngott). Analyse faite par Hermann sur des échantillons de Stirling Massachusetts, États-Unis ; décrite et nommée par Kenngott[6].
- Hydropite (Germar 1819)[7],[8].
- Kapnikite (Huot), d'après la ville de Kapnik (Hongrie)[9].
- Mangan amphibol (Hermann).
- Manganolite[10].
- Manganèse lithoïde rose (Brongniart)[11].
- Manganèse oxydé rose silicifère (René Just Haüy). Décrit sur les échantillons de Nagyag[12].
- Manganèse oxydé silicifère rouge[13].
- Manganèse silicate rose (Dufrénoy)[14].
- Manganèse rose.
- Paisbergite : en référence à la localité suédoise de Pajsberg[15].
- Pajsbergite : en référence à la localité suédoise de Pajsberg[16].
- Silicate sesquimanganeux (Berzelius)[17].

## Caractéristiques physico-chimiques

### Variétés
- Fowlérite : variété riche en calcium et zinc[18], dédiée à Samuel Fowler, trouvée dans deux localités aux États-Unis : mine de Tungstonia, Eagle District, comté de White Pine, Nevada, et à San Lorenzo District, comté de Socorro, Nouveau-Mexique.
- Hsihutsunite : variété de rhodonite exceptionnellement riche en calcium, trouvée à Xihucun (Hsihutsun), Miyun Co., Beijing, Chine et décrite par C. C. Wang en 1936[19] puis par le Dr Toyofumi Yoshimura, de l'université de Kyūshū en 1964[20]. Le nom dérive de celui de la localité de Hsihutsun.
- Keatingine : variété de fowlérite pauvre en MnO[21].

### Cristallochimie
La rhodonite sert de chef de file à un groupe de minéraux isostructurels, le groupe de la rhodonite.
| Minéral                  | Formule                | Groupe ponctuel | Groupe d'espace |
| ------------------------ | ---------------------- | --------------- | --------------- |
| Rhodonite                | (Mn,Fe,Mg,Ca)SiO3      | 1               | P1              |
| Babingtonite             | Ca2(Fe,Mn)FeSi5O14(OH) | 1               | P1              |
| Manganbabingtonite (it)  | Ca2(Mn,Fe)FeSi5O14(OH) | 1               | P1              |
| Nambulite                | (Li,Na)Mn4[Si5O14(OH)] | 1               | P1              |
| Natronambulite (it)      | (Na,Li)Mn4[Si5O14(OH)] | 1               | P1              |
| Marsturite (it)          | NaCaMn3[Si5O14(OH)]    | 1               | P1              |
| Lithiomarsturite (it)    | LiCa2Mn2HSi5O15        | 1               | P1              |
| Scandiobabingtonite (en) | Ca2(Fe,Mn)ScSi5O14(OH) | 1               | P1              |

### Cristallographie
La rhodonite cristallise dans le système cristallin triclinique, de groupe d'espace P1 (Z = 10 unités formulaires par maille). Ses paramètres de maille varient en fonction de sa composition chimique. Pour la rhodonite Mn0,71Mg0,17Ca0,12SiO3 :
- paramètres de maille : {\displaystyle a} = 6,69 Å, {\displaystyle b} = 7,63 Å, {\displaystyle c} = 11,80 Å, α = 105,77°, β = 92,43°, γ = 93,99° (volume de la maille V = 577,54 Å3)[22] ;
- masse volumique calculée : 3,56 g/cm3.

## Gîtes et gisements

### Gîtologie et minéraux associés
La rhodonite est un minéral des dépôts hydrothermaux des minerais de manganèse, au contact des roches métamorphiques et des processus sédimentaires.
Selon son lieu d'occurrence, elle est associée aux minéraux suivants :
- Franklin, New Jersey, États-Unis : calcite, franklinite, willémite ;
- Bald Knob, Caroline du Nord, États-Unis : alleghanyite, calcite, galaxite, grunérite, magnétite, téphroïte ;
- Brooken Hill, Australie : galène, spessartine.

### Gisements producteurs de spécimens remarquables
Australie
Broken Hill, comté de Yancowinna, en Nouvelle-Galles du Sud en Australie
 Brésil
Conselheiro Lafaiete (ancienne mine de Queluz), Minas Gerais
 États-Unis
Mine Franklin, comté de Sussex dans le New Jersey aux États-Unis,
 France
Le Haut-Poirot, Gérardmer, Vosges, Lorraine
Las Cabesses, Ariège, Midi-Pyrénées
Tuc Usclat, Argut-Dessus, Haute-Garonne, Midi-Pyrénées
Vallée d'Aure, Hautes-Pyrénées, Midi-Pyrénées
 Russie
Maloye Sidel'nikovo, Sidel'nikovo, région de Sverdlovsk
 Suède
Långban, Filipstad, Värmland
Mine de Pajsberg, Pajsberg, Filipstad, Värmland
 Taïwan
Parc national de Taroko

## Galerie

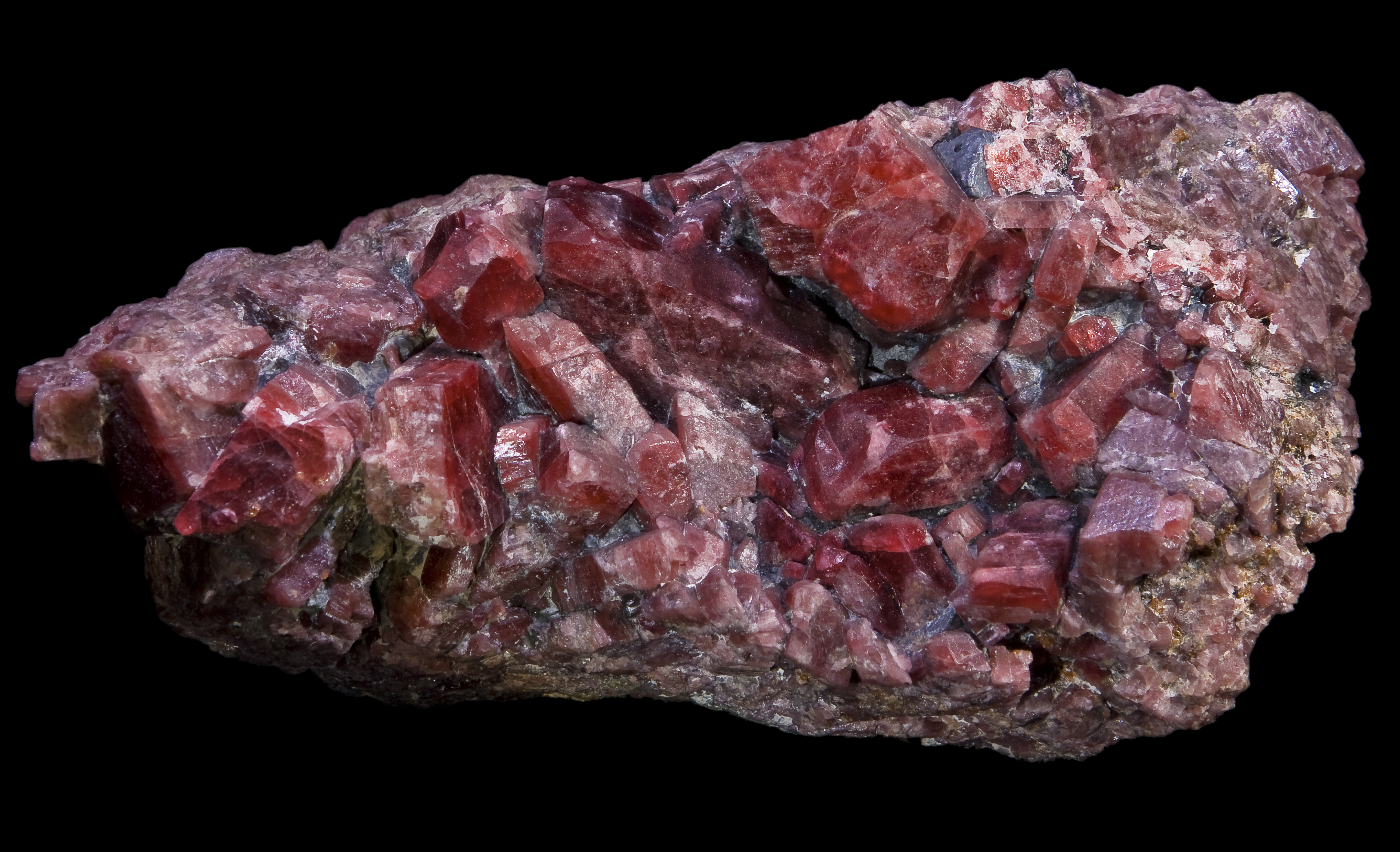
Rhodonite gemme - Brooken Hill, Australie
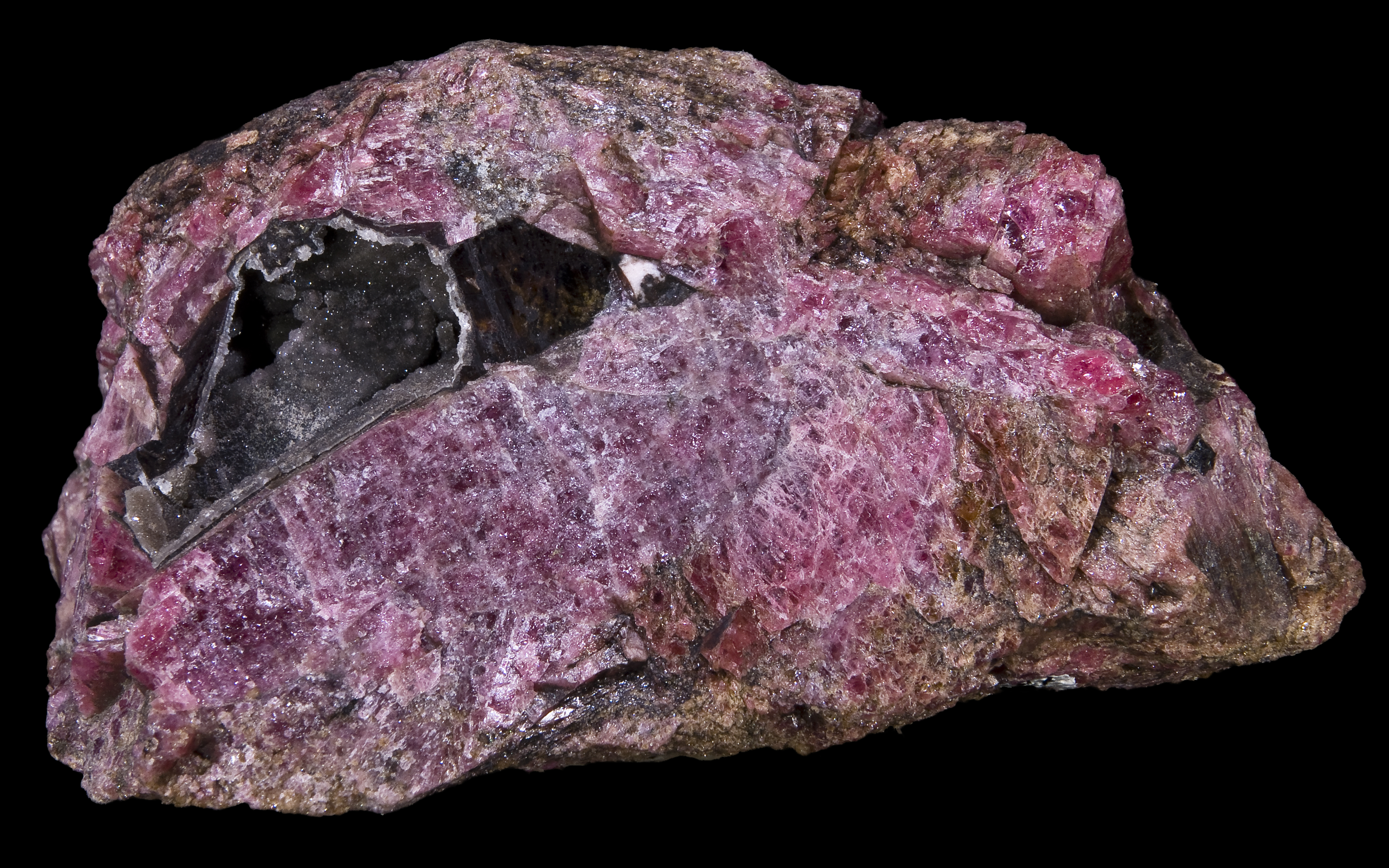
Rhodonite - Mine de Pajsberg, Suède (9,2 cm)
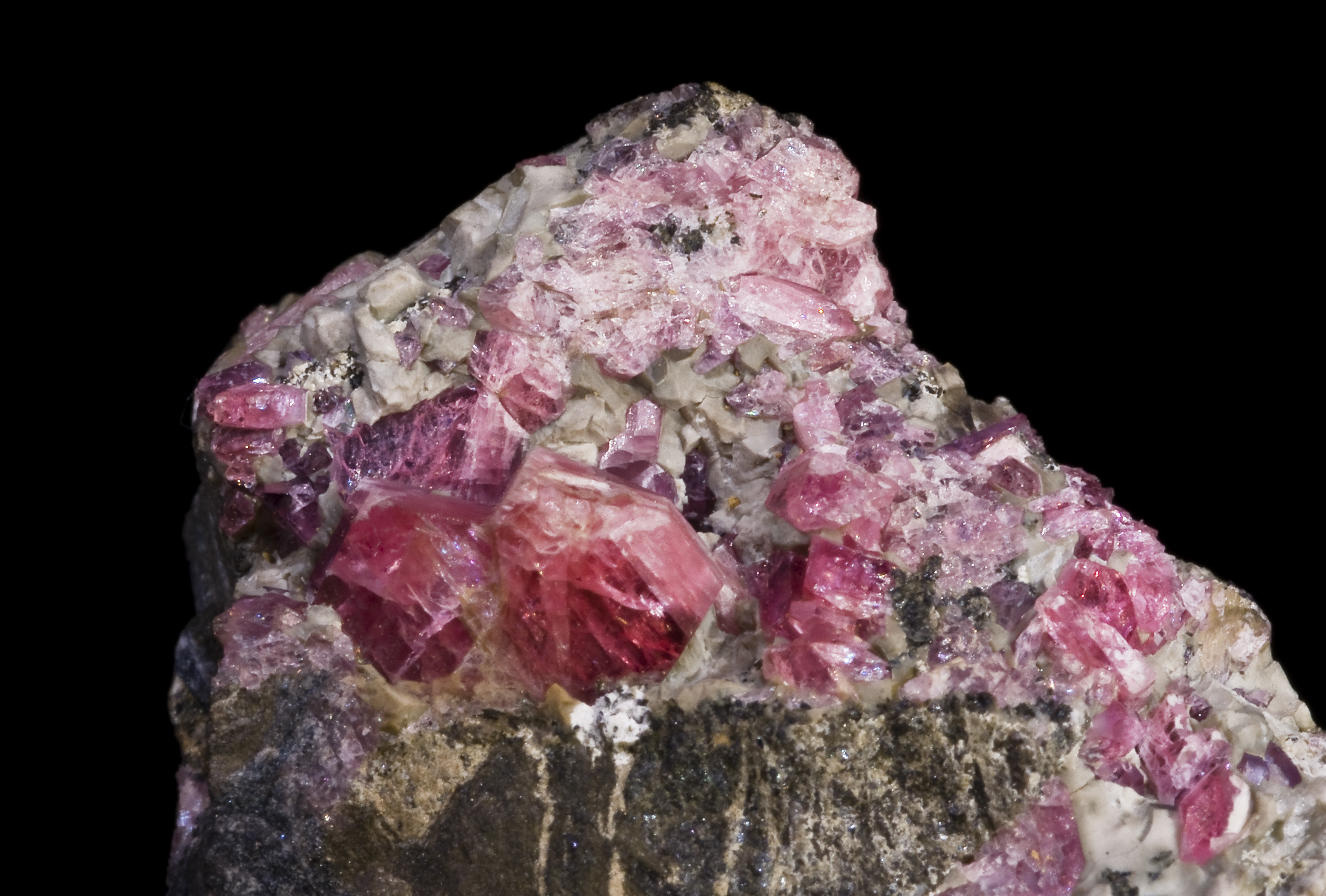
Rhodonite - Mine de Pajsberg, Värmland, Suède (vue 21 mm)
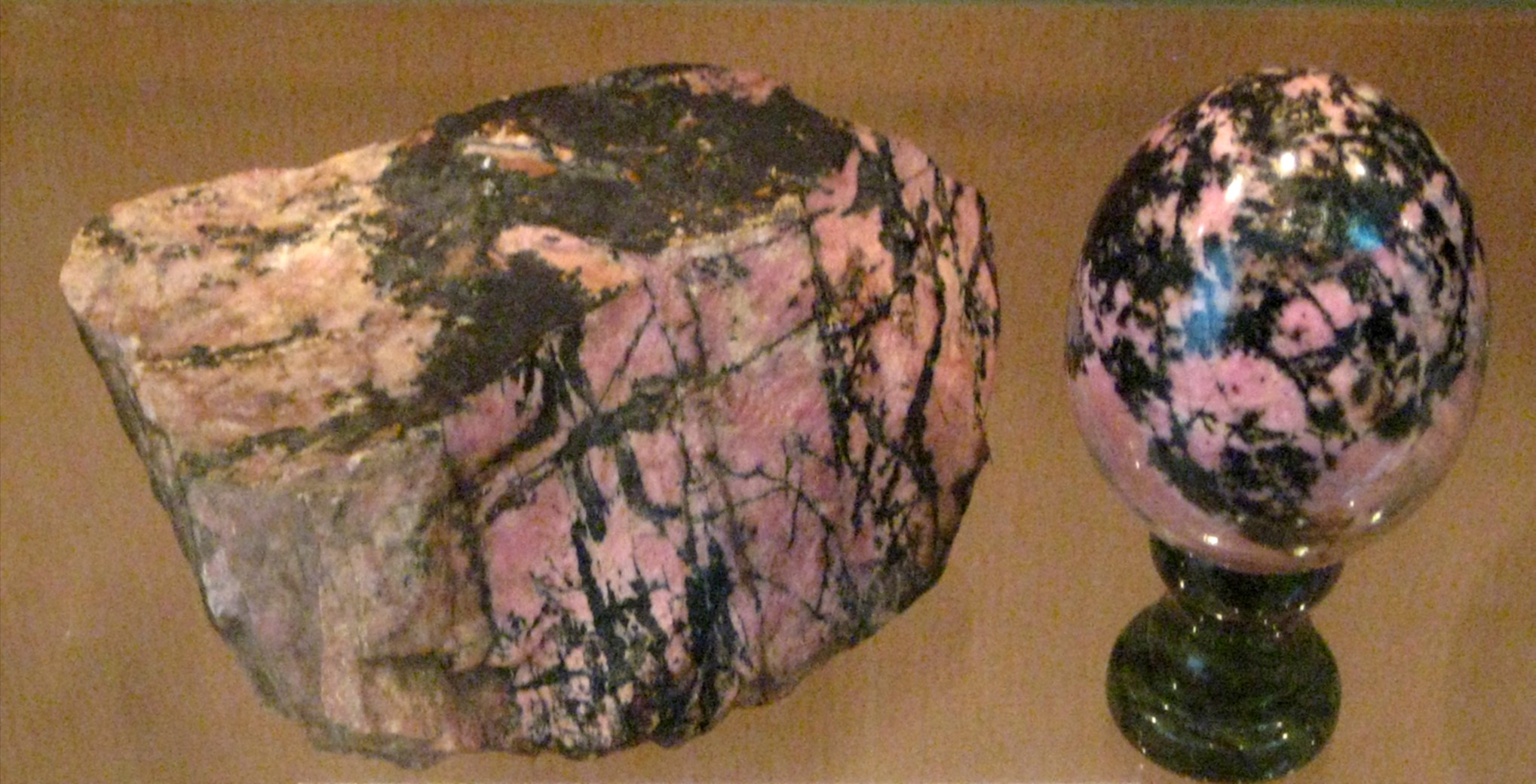
Rhodonite brute et polie - Maloye Sidel'nikovo, région de Povolzhsky, Russie

## Exploitation des gisements
Australie et  Brésil
- Les pierres gemmes de Broken Hill (en), en Australie ou de Conselheiro Lafaiete, au Brésil, sont taillées à facettes.

 Russie
- Considérée comme une pierre fine, elle fut utilisée comme élément décoratif en Russie, notamment[34]. On trouve de nombreux objets d'art (coupes, vases, colonnes, candélabres, obélisque), en rhodonite au musée de l'Ermitage[35], et dans d'autres palais à Saint-Pétersbourg, ou au Musée minéralogique A. E. Fersman (en), à Moscou.

Les maîtres lapidaires des trois manufactures lapidaires impériales de Peterhof, Ekaterinbourg, ou de la Manufacture lapidaire impériale de Kolyvan (ru), en Sibérie, avaient l'habitude de travailler sur des objets d'art, en utilisant la technique de la mosaïque russe (ou école russe de la mosaïque florentine), par placage de fines lamelles de pierres semi-précieuses telles que le jaspe, le lapis-lazuli, la malachite, ou la rhodonite, habilement assemblées sur des œuvres d'art en bronze, en pierre, ou sur des pièces d'orfèvrerie.

Réalisations des manufactures lapidaires impériales de Russie
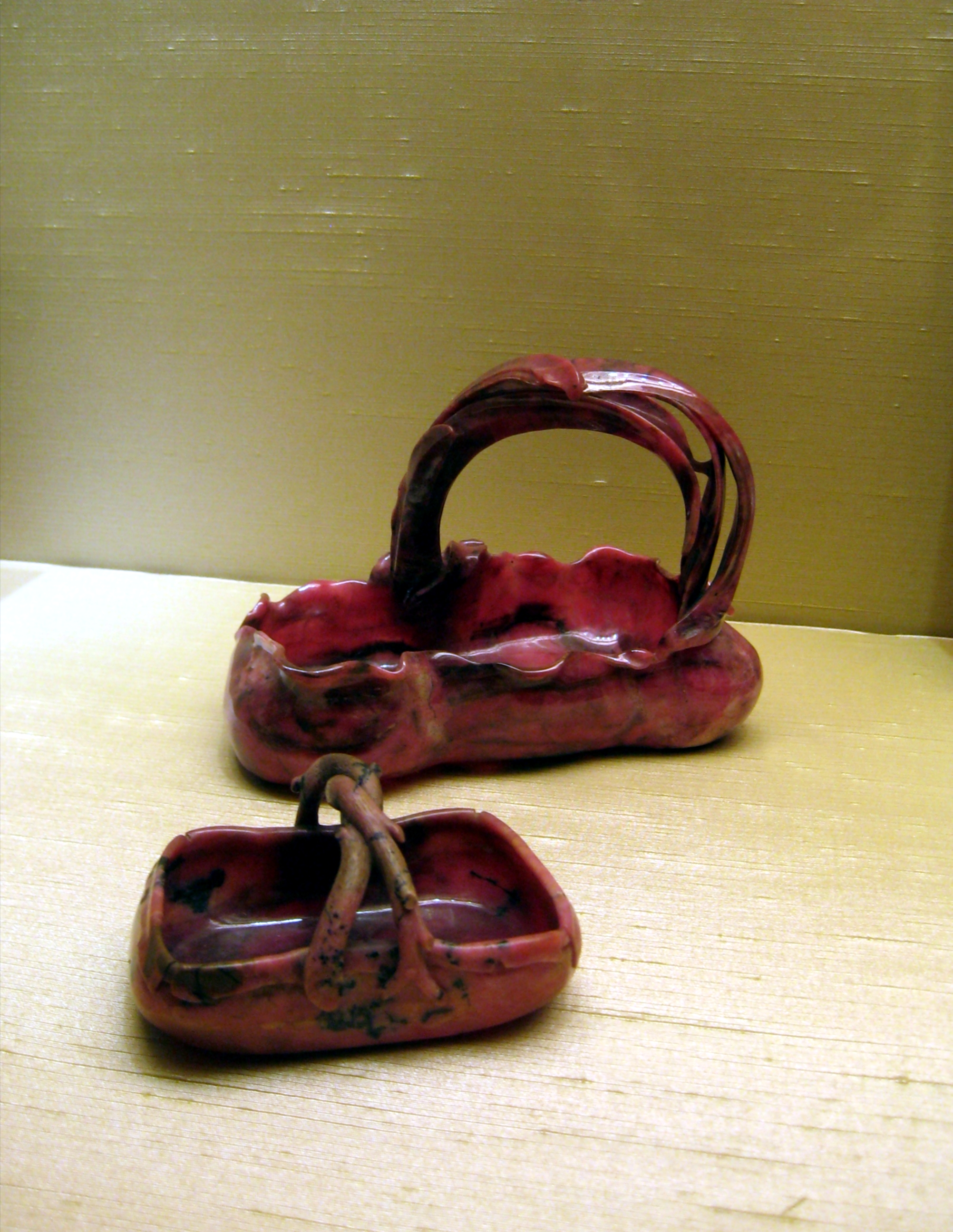
Vases en rhodonite, Taillerie de Peterhof, Musée minéralogique A. E. Fersman, Moscou
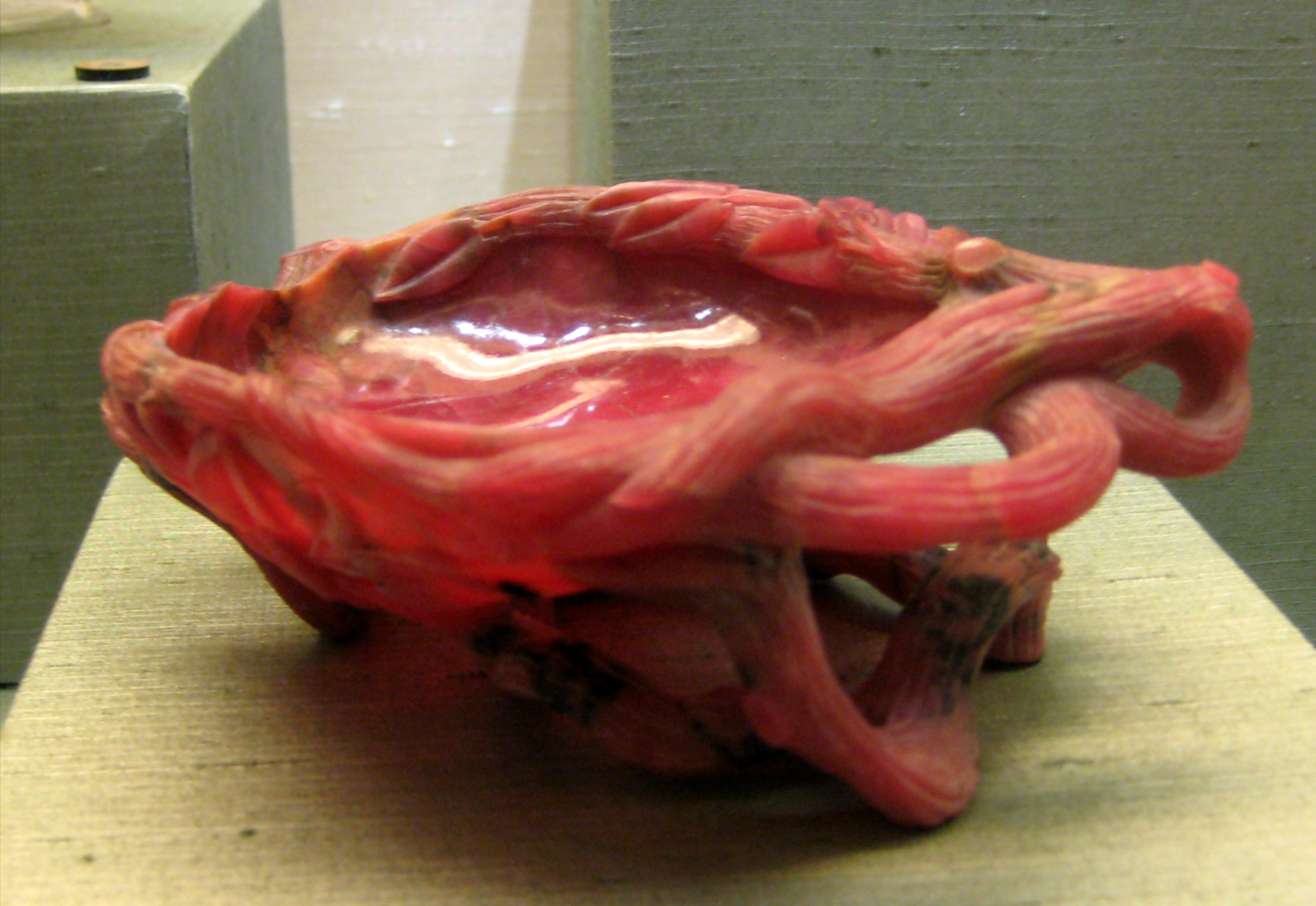
Vase en rhodonite (vers 1890), Taillerie de Peterhof, Musée minéralogique A. E. Fersman, Moscou
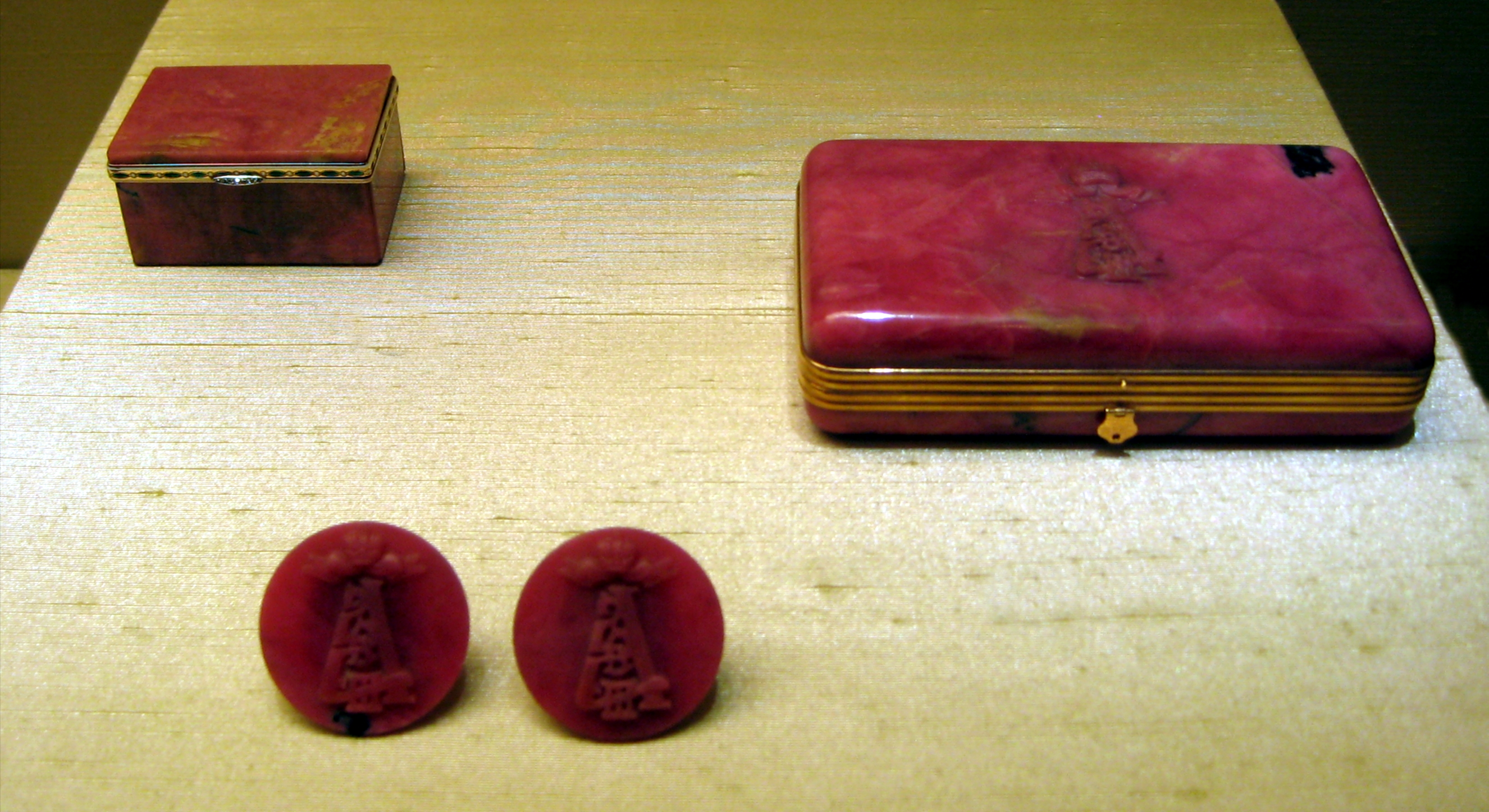
Parure en rhodonite, ayant appartenu au tsar Alexandre III, étui à cigarettes (1908-1917) et boutons de manchettes (1891-1894), Taillerie d'Ekaterinbourg, Orfèvrerie par l'atelier de Pierre-Karl Fabergé
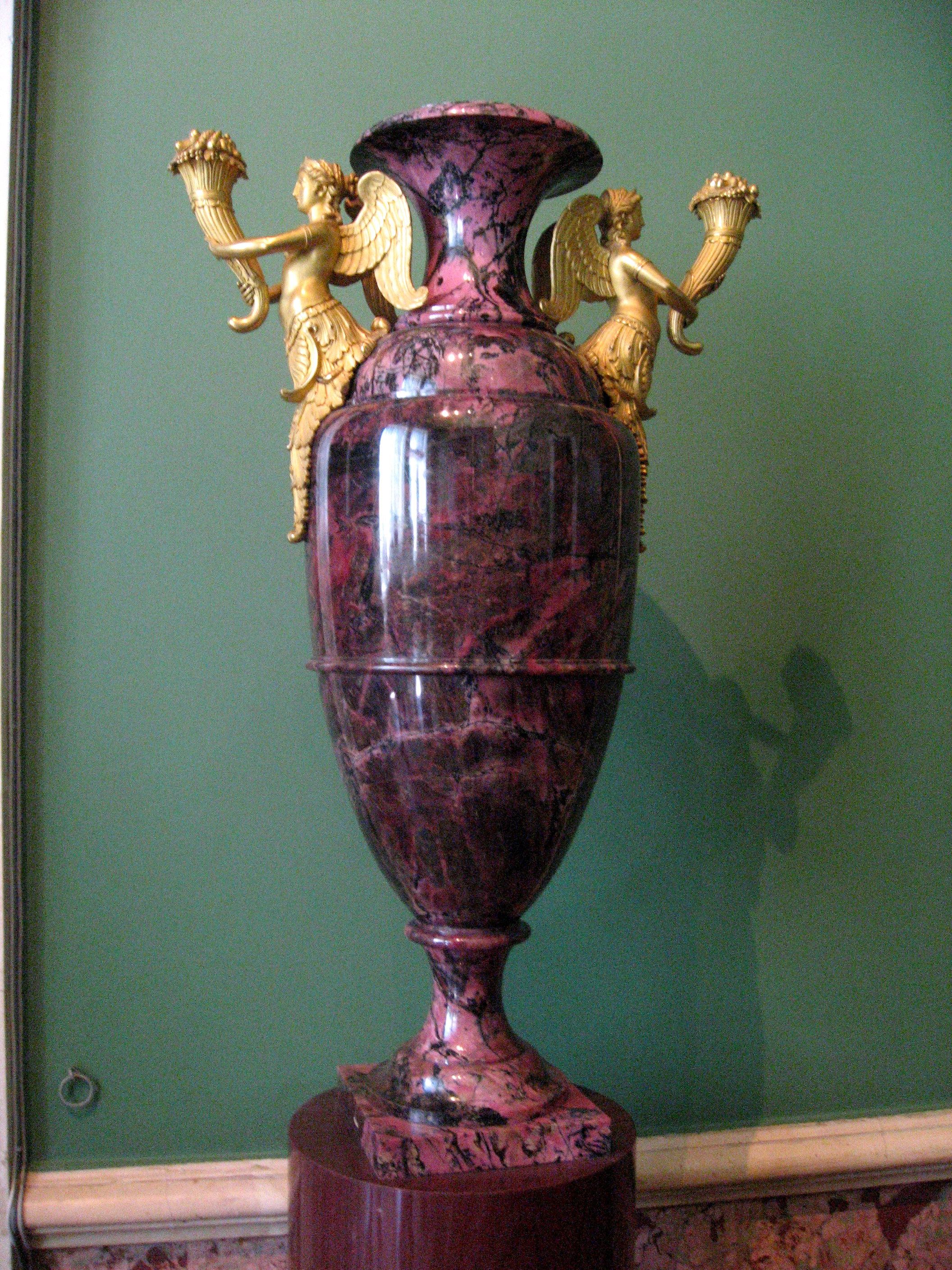
Vase en rhodonite et bronze doré, (vers 1827), Taillerie d'Ekaterinbourg, musée de l'Ermitage, Saint-Pétersbourg